# ヒュー・A・ロバートソン
ヒュー・A・ロバートソン（Hugh A. Robertson, 1932年5月28日 - 1988年1月10日）は、アフリカ系アメリカ人の映画監督、編集技師である。ブルックリン区でジャマイカ人の両親のもとで生まれた。計3本の映画で編集技師を務めており、『真夜中のカーボーイ』（ジョン・シュレシンジャー監督、1969年）で英国アカデミー賞編集賞を受賞し、またアカデミー編集賞にもノミネートされた。
ゴードン・パークスの『黒いジャガー』（1971年）を編集した後は監督へと転向した。彼はテレビ番組やドキュメンタリーに加え、映画『残酷欲情軍団』（1972年）を監督した。その後はトリニダード・トバゴへと移り、『Bim』（1975年）を監督した他、映画学校を経営した。

## 関連文献
- Clark, Jim; John H., Meyers (2012). “Midnight Cowboy”. Dream Repairman: Adventures in Film Editing. eBookIt.com. pp. 99-103. ISBN 9780984512942 Editor Jim Clark also worked on Midnight Cowboy as a "creative consultant", and writes about the editing of the film in his 2012 memoir.